# G 194
G 194 war ein Großes Torpedoboot der deutschen Kaiserlichen Marine. Das Boot gehörte zu einer sechs Einheiten umfassenden Bauserie, deren Auftrag im Etatjahr 1910 vom Reichsmarineamt an die Germaniawerft vergeben wurde. G 194 sank am 25. März 1916 bei einem Vorstoß deutscher Seestreitkräfte nach einem Rammstoß eines britischen Kreuzers.

## Geschichte

### Bau und Indienststellung
Die Germaniawerft in Kiel begann 1910 mit dem Bau der aus G 192 bis G 197 bestehenden Bootsserie. Das vierte Boot mit der Baunummer 153, für das die Bezeichnung G 194 vorgesehen war, stand am 12. Januar 1911 zum Stapellauf bereit. Es wurde im Sommer des Jahres fertiggestellt und wurde am 2. August in Dienst gestellt. Der Bau kostete rund 1.801.000 Mark.

### Einsätze
Das Boot bildete zusammen mit den Schwesterschiffen von der Germaniawerft die 2. Torpedoboots-Halbflottille, während aus den auf der Vulcan-Werft gebauten Booten des gleichen Etatjahres die 1. Torpedoboots-Halbflottille geformt wurde. Beide Halbflottillen bildeten die I. Torpedoboots-Flottille.
Nach Kriegsbeginn wurde G 194 im Vorpostendienst in der Nordsee und als U-Boot-Sicherung bei Vorstößen der schweren Einheiten der Hochseeflotte eingesetzt. Hierbei wurde das Boot 1914 in die Seeschlacht bei Helgoland verwickelt, wobei es den ersten Sichtkontakt mit den britischen Streitkräften hatte und sich daraufhin, nach funktelegraphischer Informierung des deutschen Führers der Torpedobootsstreitkräfte, Konteradmiral Leberecht Maaß, in Richtung Helgoland zurückzog. Gegen Ende 1914 wurde G 194 als Teil der Sicherungskräfte für Beschießungen der britischen Küste eingesetzt. Hervorhebenswert ist weiterhin ein kurzer Gefechtskontakt mit dem gleichaltrigen modernen und überlegenen russischen Zerstörer Novik während des Vorstoßes in die Rigaer Bucht im August 1915.

### Verlust
Am 25. März 1916, gegen 9:30 Uhr, erfolgte ein Angriff britischer Zerstörer auf den deutschen Vorposten bei List, während Flugzeuge des britischen Seeflugzeugträgers Vindex die Luftschiffhallen von Tondern angreifen sollten. Deutsche Flugzeuge flogen daraufhin einen Gegenangriff vom Marinefliegerstützpunkt List aus. Dabei rammte der britische Zerstörer Lavrock bei Ausweichversuchen den Zerstörer Medusa, der daraufhin abgeschleppt und später wegen des stürmischen Wetters aufgegeben werden musste.
Als Reaktion auf den britischen Angriff lief die deutsche Hochseeflotte zu einem Gegenangriff auf die sich zurückziehenden britischen Schiffe aus. Dabei fuhr das Torpedoboot G 194 unter Kapitänleutnant Wilhelm Arnold (1885–1916) mit dem Schwesterboot G 193 in einem Aufklärungsstreifen nordwestlich von Horns Rev auf der Suche nach der havarierten Medusa. Nach dem Abbruch dieser Aktion aufgrund des stürmischen wie unsichtigen Wetters stießen die beiden Boote auf den britischen Verband. Der britische Kreuzer Cleopatra überrannte G 194 und zerschnitt es in zwei Teile, wobei er selbst vom nachfolgenden Kreuzer Undaunted gerammt wurde. G 194 sank unter Verlust von 93 Seeleuten auf 55° 33′ N, 6° 5′ O. Während der gleichen Aktion ging bei der südlichen deutschen Abfanggruppe auch das Torpedoboot S 22 durch Minentreffer verloren.